# 神戸村 (愛媛県)
神戸村（かんべむら）は、愛媛県新居郡にあった村。現在の西条市中心部の南方、加茂川の西岸にあたる。

## 地理
- 河川 ： 加茂川

## 歴史
- 1889年（明治22年）12月15日 - 町村制の施行により、中野村・中西村・洲之内村・安知生村の区域をもって発足。
- 1941年（昭和16年）4月29日 - 西条町・飯岡村・橘村・氷見町と合併して西条市が発足。同日神戸村廃止。

## 村長
- 工藤干城（1897年- ）
- 工藤養次

## 交通

### 鉄道路線
村域を鉄道省の予讃本線（現・予讃線）が通過したが、駅は所在しなかった。

### 道路
- 讃岐街道

現在は旧村域を松山自動車道が通過するが、当時は未開通。